# واهاگن میلیتوسیان
واهاگن میلیتوسیان (ارمنی: Վահագն Միլիտոսյան؛ زادهٔ ۱۰ ژوئن ۱۹۹۳ اچمیادزین، استان آرماویر) بازیکن فوتبال مهاجم اهل ارمنستان است.

## تیم ملی
وی همچنین در تیم ملی فوتبال ارمنستان غربی بازی کرده‌ است.